# Maison au 42, rue des Chevaliers à Sélestat
La maison au 42, rue des Chevaliers est un monument historique situé à Sélestat, dans le département français du Bas-Rhin.

## Localisation
Ce bâtiment est situé au 42, rue des Chevaliers à Sélestat.

## Historique
L'édifice fait l'objet d'une inscription au titre des monuments historiques depuis 1937.

## Architecture

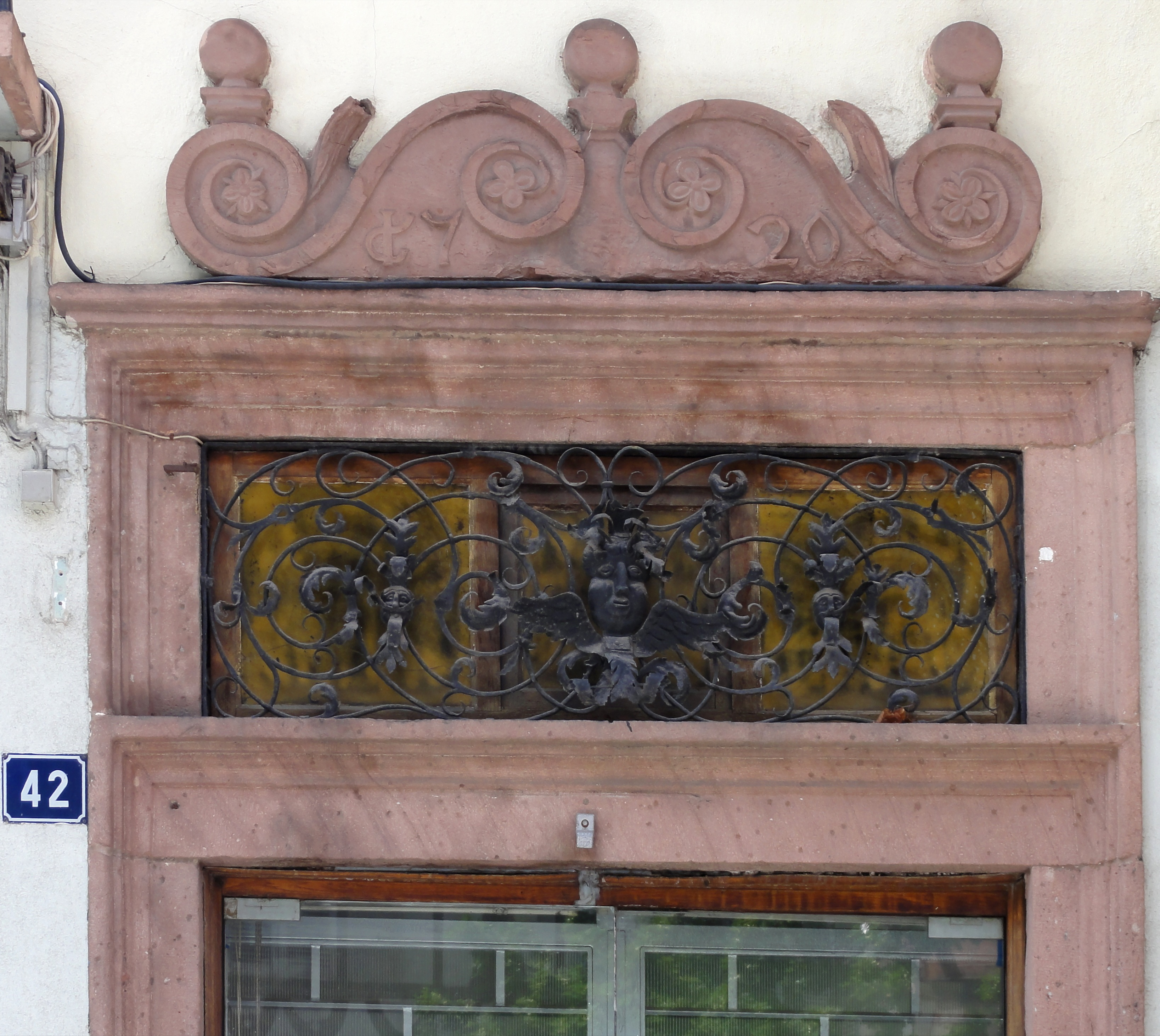